# Maurice Garon
Maurice Garon, (né le 12 avril 1885 à Bordeaux et décédé le 10 janvier 1929 dans cette même ville), est un athlète français, spécialiste du saut à la perche.

## Biographie
Maurice Raymond Garon est le fils de Émile Garon et Marie Louise Duprat, artificière.
Il remporte en 1911 le titre de Champion de France du saut à la perche et conserve le titre en 1912.
Tapissier décorateur, il épouse en 1905 Augusta Lansade.
Engagé dans la Première Guerre mondiale, il en ressort blessé à jamais.
Maurice Raymond Garon meurt le 10 janvier 1929.

## Carrière
| Date | Compétition            | Lieu     | Résultat | Épreuve                   | Marque |
| ---- | ---------------------- | -------- | -------- | ------------------------- | ------ |
| 1909 | Championnats de France | Colombes | 2e       | Saut à la perche          | 3,30 m |
| 1911 | Championnats de France | Colombes | 3e       | Saut en hauteur sans élan | 1,40 m |
| 1911 | Championnats de France | Colombes | 1er      | Saut à la perche          | 3,30 m |
| 1912 | Championnats de France | Colombes | 1er      | Saut à la perche          | 3,45 m |